# John Constantine
John Constantine är en seriefigur i DC, framförallt under dess etikett DC Vertigo. Constantine är huvudpersonen i Hellblazerserierna, men förekommer även i bland annat Swamp Thing och Justice League Dark.
John Constantine är en ockult detektiv och magiker från Liverpool, England. Hans kaxiga attityd och våldsamma metoder gör att han klassas som en Antihjälte, och som världens 10:e bästa seriefigur i Wizards lista över de 200 bästa seriefigurerna.

## The Saga of the Swamp Thing
John Constantine skapades av Alan Moore och Steve Bissette som en sidofigur i serien The Saga of the Swamp Thing #37 (1985), och fortsatte sedan som huvudpersonen i sin egen serietidning Hellblazer.

## Utseende
John Constantines utseende är baserat på den brittiska sångaren Sting, och känd för sitt kedjerökande och sin trenchcoat.

## Ursprungshistoria
John Constantine växte upp i Liverpool, England. Han började tidigt intressera sig i magi och trollkonster efter att en främling berättat om en trollformel som skulle ge Constantine den bortglömda magiska förmåga som för hundratals år sedan använts av hans släkt. Constantine fick dock inte veta att formeln krävde en uppoffring vilket slutade med att hans hem brann ner, och som en följd av det dödades has föräldrar.
Som barn var Constantine en riktig bråkstake, han hade stort nöje i att lura andra. Han blev inte lugnare med åldern, i sitt tidiga vuxenliv slutade han nästan helt med magi och startade ett punkband som fick namnet "Mucous Membrane". Efter några år som rockstjärnor bestämde sig bandmedlemmarna att börja pyssla med magi igen, men efter att en besvärjelse gått snett och Constantines dåvarande kärlek långsamt försvann, bestämde Constantine sig för att fokusera och lära sig mer om magin och hur den ska användas. Han bestämde sig för att resa runt i Europa för att samla och lära sig mycket om magi och det onaturliga han kunde, sedan reste han till New York och bodde där i några år innan han flyttade till London.

## Newcastle
"Ett samhälle i norra England. Alltid hemskt väder men till och med värre fotbollslag"
En av Constantines första stora uppdrag skedde i staden Newcastle, där skulle han utföra en exorcism för att rädda en liten flicka vid namnet Astra Louge från demonen Nergal. Dessvärre misslyckades John och såg hur Astra drogs ner i marken av Nergal mitt framför ögonen på honom. Detta gav honom stor sorg och skuldkänsla och är den händelse som format honom mest. Det gick så långt att John skrev in sig själv som patient på dårhuset "Ravenscar Asylum" där han istället för att botas från sin posttraumatiska stress blev torterad och misshandlad av personalen. Constantine är fast besluten att göra gott för att gottgöra vad som hände den där kvällen i Newcastle.

## Kärleksliv
Constantine är en av de seriefigurer med vildast kärleksliv. Han har haft oräkneligt många partners. Både män, kvinnor och demoner.
Veronica Delacroix var John Constantines första kärlek och en av medlemmarna i hans punkband Mucous Membrane, hon blev sedan bortförd till dödsriket efter en felaktig förtrollning.
Margaret Ames var en engelsk polis som Constantine lämnade när han fruktade att hans liv var för farligt för henne.
Constantine hade ett kort förhållande med demonen Blythe, hippien Marj, samt ett okänt antal engångsligg, och kortare förhållanden med olika resultat och avslut.
Constantine hade även ett längre seriöst förhållande med bartendern Desmond "Des" i The CW:s tv-serie "Legends of Tomorrow" som slutar efter att Constantine tvingas fånga Des i helvetet för att stoppa demonen Neuron
Men Johns kändaste förhållande är med magikern och superhjältinnan Zatanna Zatara, de träffades när John studerade magi med Zatannas pappa Giovanni Zatara under hans vistelse i New York. Det uppstod ett triangeldrama då Zatannas dåvarande pojkvän Nick Necro började få känslor för Constantine. Men när Nick lämnade dem båda för att bli medlem i kulten Cult of the Cold Flame slutade det med att John och Zatanna påbörjade ett komplicerat av/på-förhållande.

## "Chas" Chandler
Johns närmaste vän är en taxichaufför från London vid namn Francis William "Chas" Chandler. Efter att ha hjälp Constantine en kväll gav John honom en skyddande trollformel som skulle vara under natten. Detta visade sig vara väldigt passande eftersom en bar Chas befann sig i samma natt började brinna, detta slutade med att Chas absorberade själarna av de 47 personer som dog under branden vilket gav honom 47 extra liv. Chas har även en svag magisk förmåga och är en utmärkt kämpe. Han är gift med Renee Chandler, far till Geraldine Chandler och morfar till Tricia Chandler som John även räddat från den uråldriga dödsguden Mictlantecuhtli.

## Förmågor
John Constantine har ett flertal magiska förmågor såsom:
- Hypnos
- Magiska sköldar
- Portaler till efterlivet
- Tala med de döda
- Eldbaserad magi (används mest för att tända cigaretter men funkar också som vapen)
- Öppna låsta dörrar
- Tala med demoner

Constantine är expert på det ockulta och har flertal magiska böcker med formler för det mesta och har under flera tillfällen gjort pakter med demoner, men detta har visat sig bli svårare och svårare eftersom han inte länge han någon själ att offra.
Constantine åldras inte på grund av demonblodet han fick tag på efter att ha offrat sin före detta rumskompis och samlare av magiska föremål Richie Simpson, vilket slutade med att Richie blir tagen av demonen Nergal.

## Ålder
Constantine är en av få seriefigurer som faktiskt åldrats med seriens gång. 1986 firade John sin 31:a födelsedag, 1987 sin 32:a och så vidare. Han slutade åldras fysiskt efter 35 då han gett sig själv demonblod.

## Media
John Constantine spelades av Keanu Reeves i filmen Constantine från 2005, den är väldigt löst baserad på serierna.
Constantine spelas av Matt Ryan i CW:s DC-universum "Arrowverse" främst i Tv-serierna Constantine, Arrow och Legends of Tomorrow, och är även rösten till Constantine i den animerade Tv-serien Constantine: City of demons och i filmen Justice League Dark.
Constantine finns med i spelet Injustice 2 under Doctor Fates sista introfilm och som en spelbar figur i spelet Lego DC Supervillains.